# 諫早不二雄
諫早 不二雄（いさはや ふじお、1897年〈明治30年〉4月4日 - 1947年〈昭和22年〉1月16日）は、日本の華族（旧佐賀藩国老、男爵）、資産家。

## 人物
長崎県北高来郡諫早村（現・諫早市）出身。諫早家興の弟。諫早家崇の庶子男。
1913年、家督を相続し、襲爵仰せ付けられる。1913年12月、長崎県北高来郡立諫早実科高等女学校敷地として畑2段5畝5歩を寄付し、銀杯1箇を賜う。住所は長崎県北高来郡諫早村原口名、東京府荏原郡品川町大字南品川三ツ木鎗ケ崎（現・品川区）。

## 家族・親族
諫早家
- 父・家崇（1854年 - 1912年、貴族院議員、男爵）[6]
- 母・ミヨ（1861年 - ?、佐賀士族、鍋島茂彬の長女）[4]
- 兄・家興（1886年 - 1913年、男爵）[2]
- 妻・三四子（1901年 - 1947年、松平康民の娘）[2]
- 息子・英雄（1922年 - 2007年、男爵）[2]
- 娘・文子（1921年 - ?、芝山信豊の妻）[5]

親戚
- 菊亭公長（侯爵） - 叔母敏子は菊亭公長の母である[4]。
- 松平康民（子爵） - 妻・三四子の父である[2]。